# Siouxsie Sioux
Siouxsie Sioux (pronuncia inglese ˈsuːziː suː), pseudonimo di Susan Janet Ballion (Londra, 27 maggio 1957), è una cantautrice britannica.
È conosciuta per essere stata la cantante del gruppo musicale Siouxsie & the Banshees (1976–1996) e del duo The Creatures (1981–2005). Con i Siouxsie & the Banshees ha pubblicato undici album in studio, contribuendo in modo significativo allo sviluppo del post-punk e della new wave. Diversi singoli della band hanno raggiunto le prime 20 posizioni nella classifica del Regno Unito, tra cui Hong Kong Garden, Happy House, Peek-a-Boo; il brano Kiss Them for Me ha inoltre raggiunto la top 25 della classifica statunitense Billboard. Con i The Creatures, Siouxsie ha inciso quattro album in studio e ottenuto successo con il singolo Right Now. Dopo la conclusione del progetto The Creatures a metà degli anni 2000, ha intrapreso la carriera solista, pubblicando l'album Mantaray nel 2007.
AllMusic ha definito Siouxsie "una delle più influenti cantanti britanniche dell'era rock". Le sue canzoni sono state reinterpretate da artisti come Jeff Buckley, Tricky e LCD Soundsystem. Il suo lavoro è stato lodato da numerosi artisti, tra cui PJ Harvey e TV on the Radio. Nel 2011 ha ricevuto un riconoscimento ai Q Awards per il suo contributo alla musica e, l'anno successivo, l’Inspiration Award agli Ivor Novello Awards.
Nel 2023 ha annunciato il suo ritorno dal vivo con una tournée che ha toccato il Regno Unito, gli Stati Uniti e l’Europa.

## Biografia

### I primi anni (1957-76)
Siouxsie nacque come Susan Janet Ballion il 27 maggio 1957 al Guy's Hospital di Southwark, Londra, ultima di tre figli. È più giovane di dieci anni rispetto al fratello e alla sorella maggiori. Sua madre era una segretaria bilingue inglese, mentre il padre, di origine vallone, lavorava come batteriologo specializzato nell’estrazione di veleno dai serpenti. I genitori si conobbero nel Congo belga, dove vissero per alcuni anni e dove nacquero i primi due figli. Verso la fine degli anni 1950, prima della nascita di Susan, la famiglia si trasferì in Inghilterra, stabilendosi a Chislehurst, nel Kent (oggi parte della Grande Londra). Durante l’infanzia, Susan visse in modo isolato: sebbene venisse spesso invitata dai compagni di scuola nelle loro abitazioni, non poteva ricambiare, poiché doveva occuparsi del padre, che soffriva di problemi di alcolismo ed era disoccupato. Fin da giovane percepì la propria famiglia come diversa rispetto al contesto sociale circostante, affermando in seguito: «La periferia mi ha ispirato un odio intenso».

All’età di nove anni, Siouxsie e un’amica furono vittime di un’esibizione indecente da parte di un uomo nei pressi della loro abitazione. L’episodio, ignorato dai genitori, divenne un argomento rimosso e mai affrontato apertamente. Da quel momento, Siouxsie iniziò a sviluppare un atteggiamento di sfiducia verso gli adulti. Anni dopo, ha dichiarato: 
"Sono cresciuta non avendo fiducia negli adulti come persone responsabili ed essendo la più piccola della famiglia, ero isolata e non avevo nessuno con cui confidarmi. Così ho inventato il mio mondo, la mia realtà. Era il mio modo di difendermi, di proteggermi dal mondo esterno; l'unico modo per affrontare la vita era quello di avere una forte corazza."
 Quando Siouxsie aveva quattordici anni, suo padre morì, evento che ebbe un impatto immediato e negativo sulla sua salute. Iniziò a perdere molto peso e, dopo diverse diagnosi errate, fu sottoposta a un intervento chirurgico che le salvò la vita da un grave attacco di rettocolite ulcerosa. Queste esperienze segnarono profondamente la sua adolescenza, spingendola a chiudersi in sé stessa e a trovare rifugio nella musica di artisti come David Bowie, Lou Reed, Marc Bolan, Bryan Ferry e Iggy Pop. Iniziò così a frequentare l’ambiente musicale underground, caratterizzato in quel periodo da una forte influenza glam.
All’età di 17 anni, Siouxsie abbandonò la scuola e iniziò a frequentare le discoteche gay di Londra, luoghi abitualmente frequentati anche dalle amiche della sorella maggiore. Nel novembre 1975, i Sex Pistols, gruppo destinato a diventare il capostipite del movimento punk 77, si esibirono al college d’arte di Chislehurst. Siouxsie non assistette al concerto, ma un amico le raccontò di come il cantante della band avesse provocato il pubblico minacciandolo dal palco, e di come il loro suono ricordasse quello degli The Stooges. Nel febbraio 1976, Siouxsie e il suo amico Steven Severin (all’epoca ancora noto come Steven Bailey) si recarono a Londra per assistere a un’esibizione dei Sex Pistols. Dopo aver conversato con i membri della band, i due – insieme ad altri giovani fan – iniziarono a seguirli regolarmente. Nei mesi successivi, la giornalista Caroline Coon coniò l’espressione "Bromley Contingent" per descrivere questo gruppo di adolescenti eccentrici e stilisticamente provocatori che gravitavano attorno alla scena dei Sex Pistols.
Ballion, ormai conosciuta con lo pseudonimo di "Siouxsie", iniziò a distinguersi nell’ambiente dei club londinesi anche per l’abbigliamento provocatorio, ispirato allo stile fetish e bondage, elementi che in seguito sarebbero stati integrati nell’estetica dell’abbigliamento punk. Nel corso del tempo, sviluppò un'immagine distintiva che divenne il suo marchio personale: trucco marcato, rossetto scuro, capelli cotonati e abiti prevalentemente neri, contribuendo in modo decisivo alla definizione dello stile dark.
All'inizio di settembre 1976, il Bromley Contingent seguì i Sex Pistols in un viaggio in Francia. Durante la permanenza, Siouxsie venne aggredita fisicamente per aver indossato una fascia nera con una svastica al braccio. In seguito spiegò che il gesto non aveva alcuna finalità politica, ma intendeva essere una provocazione deliberata rivolta alla borghesia, per suscitare scandalo e rompere i tabù. Pochi mesi dopo, scrisse la canzone Metal Postcard (Mittageisen) come omaggio all’artista anti-nazista John Heartfield, noto per il suo utilizzo del fotomontaggio come strumento di critica al regime hitleriano.
Seguendo il principio del do it yourself promosso dalla scena punk e l’idea che chiunque dal pubblico potesse salire sul palco, Siouxsie, insieme a Steven Severin, fondò il gruppo Siouxsie and the Banshees. Il loro primo concerto si tenne il 20 settembre 1976 durante il 100 Club Punk Festival, evento organizzato da Malcolm McLaren. La performance consisteva in una sorta di lunga declamazione poetica accompagnata da un sottofondo musicale totalmente improvvisato. All’epoca, infatti, nessuno dei componenti della band era effettivamente in grado di suonare uno strumento in modo convenzionale.

Secondo il critico musicale Jon Savage, Siouxsie «era diversa da qualsiasi altra cantante, prima o dopo: maestosa ma distaccata». Sul palco incarnava simultaneamente l’immagine di una donna potente e sessualmente provocante, libera da convenzioni e norme sociali. Con quella prima esibizione dal vivo, Siouxsie contribuì ad aprire una nuova era per le donne nella musica. Viv Albertine delle Slits, in seguito, ricordò: 
"Siouxsie è apparsa subito totalmente realizzata, totalmente padrona della situazione, assolutamente sicura di sé. Mi lasciò veramente senza fiato. Eccola lì che stava facendo qualcosa che osavo sognare, ma lei ha preso e l'ha fatto, e per me spazzò via il resto del festival, ecco tutto. Non riesco neppure a ricordare nient'altro dell'evento a parte quella singola esibizione".
Una delle prime apparizioni pubbliche di Siouxsie avvenne il 1º dicembre 1976, quando fu invitata da Malcolm McLaren a partecipare insieme ai Sex Pistols al programma televisivo Today, condotto da Bill Grundy e trasmesso in fascia protetta pre-serale sul canale londinese Thames Television. L'episodio suscitò scandalo a livello nazionale per il linguaggio osceno utilizzato dagli ospiti nei confronti del conduttore, che li provocava apertamente, e segnò la fine della carriera televisiva di Grundy. Se per i Sex Pistols l'episodio rappresentò un potente trampolino di lancio, Siouxsie scelse invece di prendere le distanze da quell'ambiente, concentrandosi sul proprio progetto con i Banshees.

### Siouxsie and the Banshees e The Creatures (1977-2003)

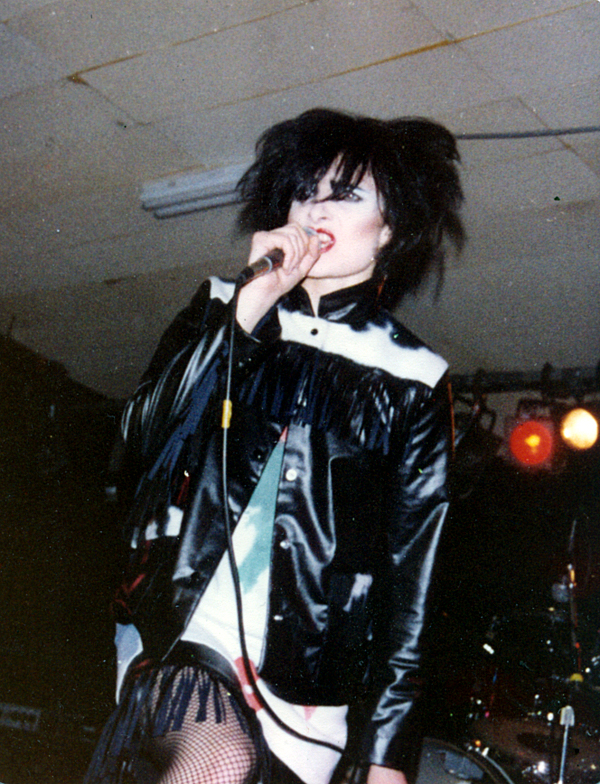
Siouxsie Sioux a New York nel 1980

Nel 1977 Siouxsie avvia un tour in Inghilterra sotto il nome di Siouxsie and the Banshees. L'anno successivo, il gruppo pubblica il primo singolo, Hong Kong Garden, che raggiunge il nº 7 della classifica britannica; il brano, pop e accattivante, viene definito dal Melody Maker un "esordio glorioso".
Il loro primo album, The Scream, fu uno dei primi dischi post-punk pubblicati. Ricevette cinque stelle sia su Sounds sia su Record Mirror, con quest'ultimo che lo descrisse come "un disco che guarda al futuro, vera musica per la nuova era". La musica si discostava dallo stile del singolo: era spigolosa, cupa e frastagliata. The Scream fu accolto dal NME come uno dei migliori album d'esordio di sempre, al pari di Horses di Patti Smith. Il secondo album, Join Hands, uscì nel 1979 e aveva come tema centrale la guerra.
Nel 1980 l'album Kaleidoscope segnò un cambiamento nell'orientamento musicale del gruppo, grazie all'arrivo del chitarrista John McGeoch, definito da The Guardian "uno dei chitarristi più innovativi e influenti degli ultimi 30 anni". Il singolo Happy House fu descritto come "grande Pop" con "la chitarra liquefatta", mentre altri brani, come Red Light, si distinguevano per l'uso di suoni elettronici. Kaleidoscope ampliò il pubblico della band, raggiungendo la top 5 delle classifiche britanniche. L'anno seguente, nel 1981, uscì Juju, che arrivò al nº 7. I singoli Spellbound e Arabian Knights furono definiti dal Guardian "meraviglie pop". Durante le sessioni di registrazione di Juju, Siouxsie avviò un progetto parallelo con il batterista Budgie: il duo voce-batteria chiamato The Creatures, che sarebbe rimasto attivo, seppur saltuariamente, fino al 2005. Il loro primo disco, l’EP Wild Things, riscosse un buon successo commerciale. Nel 1982 l'album di Siouxsie and the Banshees A Kiss in the Dreamhouse è stato ampiamente acclamato dalla critica. Richard Cook del NME lo raffigura come "una prodezza di fantasia quasi mai registrata". Il singolo Slowdive è "un pezzo di danza beat colorata di violino". Per la prima volta venivano usati gli archi in diverse canzoni. Però le sessioni hanno pagato dazio e McGeoch è stato costretto a lasciare la band prima del tour.
Nel 1983 Siouxsie si recò alle Hawaii per registrare il primo album dei Creatures, Feast, che include il singolo di successo Miss the Girl. L’album rappresentò la sua prima incursione nell'exotica, incorporando suoni di onde marine, cori hawaiani e percussioni locali. Nello stesso anno, Siouxsie e Budgie pubblicarono Right Now, una reinterpretazione di una canzone del repertorio di Mel Tormé, riarrangiata con strumenti a fiato; il brano raggiunse rapidamente la top 20 nel Regno Unito. Con i Banshees, tra cui il chitarrista Robert Smith dei Cure, registrò la cover dei Beatles Dear Prudence, che raggiunse la posizione nº 3 nella classifica britannica. Con Smith seguirono due album: Nocturne, registrato dal vivo a Londra nel 1983, e Hyæna del 1984. Il singolo Cities in Dust del 1985, realizzato utilizzando un sequencer, raggiunse il nº 23 nella classifica britannica. Gli album Tinderbox del 1986 e Through the Looking Glass del 1987 ottennero entrambi un posto nella top 15 del Regno Unito.
Nel 1988 il singolo Peek-a-Boo segnò un netto allontanamento musicale rispetto ai lavori precedenti, anticipando sonorità rock influenzate dall'hip hop attraverso l’uso di campionatori. L'album Peepshow fu considerato dalla critica come il loro disco di maggior successo. La ballata The Last Beat of My Heart, pubblicata come singolo, esplora nuovi territori musicali, caratterizzata da una melodia inquietante sostenuta da fisarmonica e archi.>
Siouxsie e Budgie si trasferirono in Andalusia, in Spagna, per registrare il secondo album dei Creatures, intitolato Boomerang. Le tracce seguirono una direzione musicale diversa rispetto ai lavori precedenti, spaziando dal flamenco a influenze jazz e blues, con una marcata presenza di strumenti a fiato nella maggior parte dei brani. Il primo singolo estratto fu Standing There. L’NME accolse l’album come "un paesaggio ricco e inquietante di exotica". Durante le registrazioni vicino a Jerez de la Frontera, il fotografo Anton Corbijn visitò il gruppo e convinse Siouxsie a posare per una serie di foto a colori, dopo che in precedenza erano state realizzate solo fotografie in bianco e nero. Le immagini, che mostrano Siouxsie e Budgie in campi di girasoli, furono utilizzate per la promozione dell’album.
Nel 1990, per la prima volta, i Creatures intrapresero un tour europeo e nordamericano.

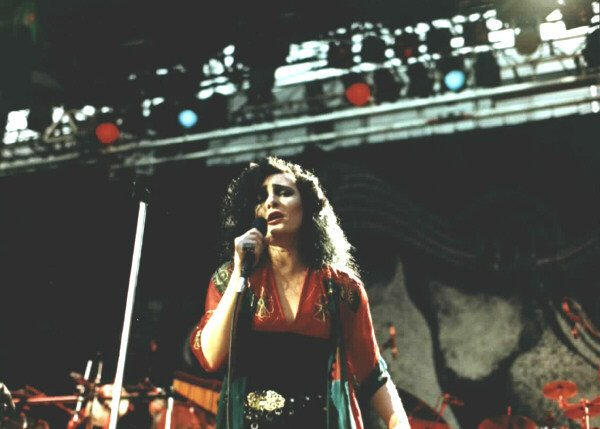
Siouxsie a Irvine al primo Lollapalooza, California, 1991

Sul singolo dance-oriented Kiss Them for Me del 1991, Siouxsie and the Banshees utilizzarono strumenti dell’Asia meridionale, diffusi nei locali britannici grazie alla popolarità del bhangra. Il musicista indiano di tabla Talvin Singh (che sarebbe poi stato percussionista di Björk nell'album Debut del 1993) partecipò alle sessioni e fornì la voce nella parte finale del brano. Con Kiss Them for Me, i Banshees ottennero un buon successo negli Stati Uniti, raggiungendo il numero 23 nella Billboard Hot 100. Dopo la pubblicazione di Superstition, accolto con recensioni entusiastiche, la band partecipò al festival di Lollapalooza, aumentando ulteriormente la propria popolarità in America. Nel 1992 il regista Tim Burton le ha chiesto di scrivere una canzone per Batman - Il ritorno e i Banshees hanno composto il singolo Face to Face.
A metà degli anni '90 Siouxsie ha iniziato a fare collaborazioni una tantum con altri artisti. I Suede l'hanno invitata ad un concerto di beneficenza per la Red Hot Organization. Col chitarrista Bernard Butler ha fatto una versione di Caroline Says di Lou Reed. Spin l'ha recensita come "altera e maestosa". Morrissey, ex cantante e leader degli Smiths, ha registrato un duetto con Siouxsie. Entrambi hanno cantato il singolo Interlude, un brano che inizialmente è stato cantato da Timi Yuro, una cantante di musica leggera degli anni '60. Interlude è stato pubblicato sotto il titolo di "Morrissey e Siouxsie".
Nel 1995 è stato pubblicato The Rapture, l'ultimo album in studio dei Banshees; è stato scritto in parte in Francia, dove lei si era recentemente trasferita vicino a Tolosa. Dopo il tour promozionale, i Banshees hanno annunciato la loro separazione nel corso di una conferenza stampa chiamata "20 minuti in 20 anni". Di fatto, i Creatures diventano la sua unica band. Contemporaneamente ha pubblicato la canzone The Lighthouse sull'album del produttore francese Hector Zazou Chansons des mers froides che traduce in Songs from the Cold Seas. Siouxsie e Zazou adattano la poesia Flannan Isle del poeta inglese Wilfrid Wilson Gibson.
La sua prima performance dal vivo dopo tre anni è stata nel febbraio 1998, quando l'ex membro dei Velvet Underground John Cale l'ha invitata a una festival chiamato "With a Little Help From My Friends" al Paradiso di Amsterdam. Il concerto è stato trasmesso dalla televisione nazionale olandese e ha incluso una composizione inedita di Siouxsie, Murdering Mouth, cantata in duetto con Cale. La collaborazione tra i due artisti ha funzionato così bene che hanno deciso di proseguire il tour negli Stati Uniti da luglio fino ad agosto, esibendosi insieme in Murdering Mouth e nella canzone di Cale Gun nei bis.
L'anno successivo Siouxsie e Budgie pubblicano Anima Animus, il primo album dei Creatures dopo lo scioglimento dei Banshees: include i due singoli 2nd Floor e Prettiest Thing. L'opera si discosta dal loro precedente lavoro, con un suono più urbano dall'art rock all'elettronica. Anima Animus è stato descritto dal Times come "ipnotico e inventivo". Sempre nel 1999 Siouxsie collabora con Marc Almond nel brano Threat of Love.
Nel 2002 è stata classificata tra le 10 migliori artiste rock femminili da Q. Nello stesso anno, la Universal ha pubblicato The Best of Siouxsie and the Banshees come prima ristampa del loro catalogo.
Nel 2003 Siouxsie e Budgie pubblicano l'ultimo album dei Creatures, Hái!, in parte registrato in Giappone, collaborando col musicista di taiko Leonard Eto (prima nei Kodo Drummers). Peter Wratts scrive su Time Out: "Qui la sua voce è lo strumento dominante, si snoda e s'intreccia intorno al ballonzolante sfondo delle percussioni, elegiaca e disumano come lei canta, fa le fusa e sussurra la sua strada attorno all'album ". Egli ha definito il disco un "risultato da brivido". L'album è stato preceduto dal singolo Godzilla!. Lo stesso anno, Siouxsie è apparsa nel brano Cish Cash dei Basement Jaxx: Kish Kash poi ha vinto il premio come miglior album di dance/elettronica ai Grammy Awards.

### Come solista (dal 2004)

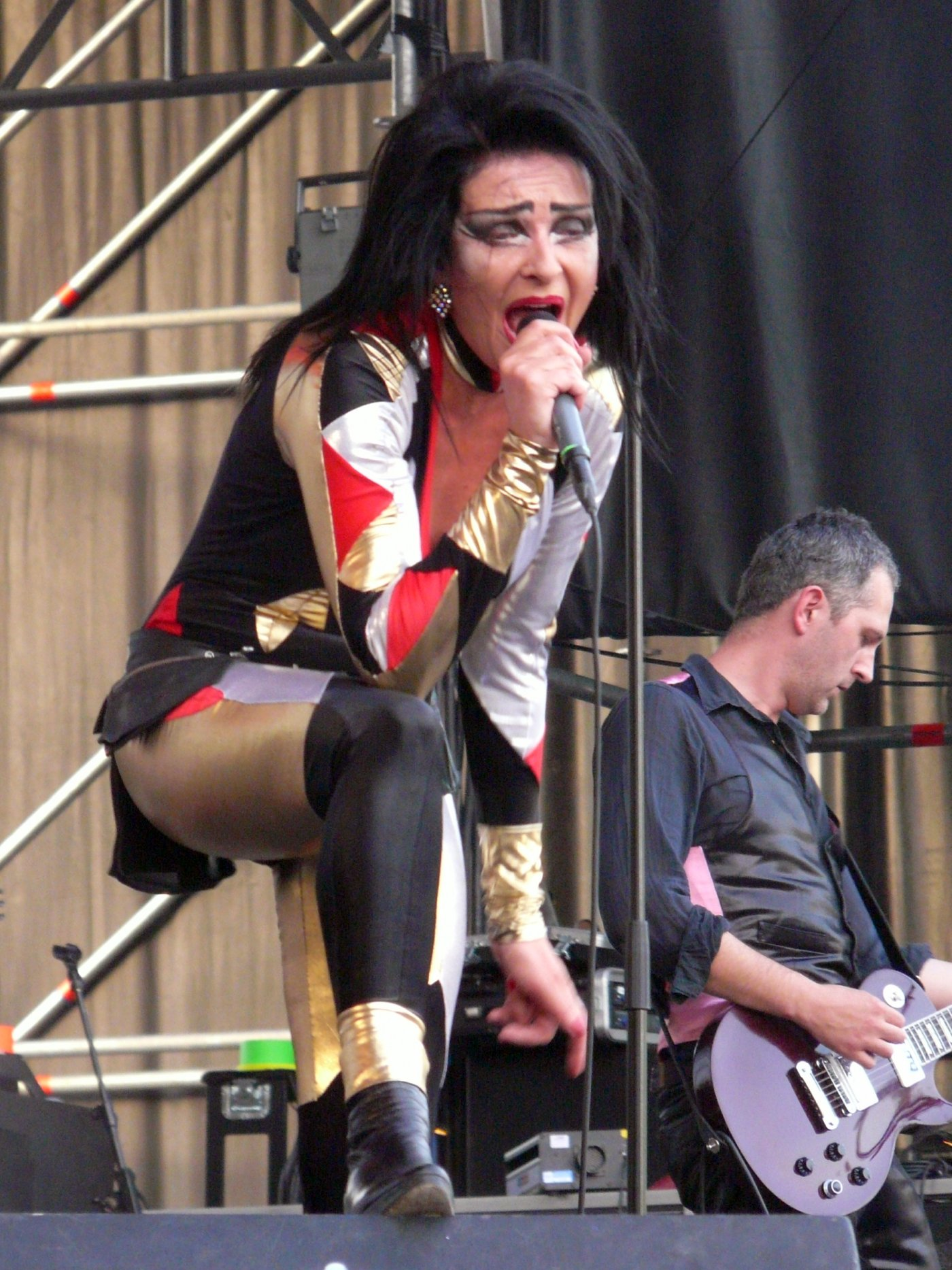
Siouxsie al Saturday Night Fiber, Madrid 2008

Il 2004 è stato un anno fondamentale per la cantante. Ha fatto per la prima volta un tour come solista che combina le canzoni dei Banshees e dei Creatures. È stato registrato un DVD live intitolato Dreamshow registrato al suo ultimo concerto di Londra, in cui lei e i suoi musicisti sono stati accompagnati da un'orchestra di 16 elementi, la Millennia Ensemble. Pubblicato nel 2005, questo DVD ha raggiunto il nº 1 nelle classifiche di DVD musicali nel Regno Unito.
Nel settembre 2007 pubblica il suo primo album solista, Mantaray. Pitchfork scrive: "Lei è veramente pop", prima di terminare la recensione proclamando: "È un successo". Mojo ha affermato: "una sete di avventure sonore si irradia da ogni traccia". Mantaray include tre singoli: Into a Swan, Here Comes That Day e About to Happen. Nel 2008 Siouxsie è ospite della colonna sonora The Edge of Love del compositore Angelo Badalamenti, un collaboratore abituale del regista David Lynch, cantando il brano Careless Love. Si è esibita in un altro pezzo di Badalamenti, Who Will Take My Dreams Away, all'annuale edizione del World Soundtrack Awards. Dopo un anno in tour, la cantante ha concluso il suo spettacolo a Londra nel settembre 2008. Di questa esibizione, nel 2009, è stato pubblicato un DVD intitolato Finale: The Last Mantaray & More Show.
Dopo una pausa di cinque anni, nel giugno 2013 Siouxsie si è esibita due notti alla Royal Festival Hall di Londra durante il Meltdown Festival di Yōko Ono. Ha eseguito interamente l'album del 1980 Kaleidoscope, insieme ad altri lavori del suo catalogo e la sua performance è stata osannata dalla stampa. È apparsa anche al concerto Double Fantasy di Ono cantando la canzone finale Walking on Thin Ice.
Nel mese di ottobre 2014 assembla, unitamente a Steven Severin a sua volta componente dei Banshees, una compilation su CD intitolata It's a Wonderful Life per il numero della rivista Mojo, pubblicato il 30 settembre, in cui compare in copertina. Il CD è una raccolta di 15 tracce di colonne sonore di film e brani di musica classica che hanno ispirato i Banshees.
Dopo otto anni un nuovo titolo, Love Crime, è uscito nel 2015 per il finale della serie televisiva Hannibal, trasmesso nell'agosto 2015. Il creatore della serie Bryan Fuller, che l'aveva contattata a novembre 2014, ha descritto la collaborazione con Brian Reitzell come "epica".
Nel 2023 ha annunciato il suo ritorno sul palco. Nel maggio 2023 ha tenuto un concerto a Milano. 
È stata la protagonista del Cruel World Festival di Pasadena, in California, e di Release Athens 2023, ad Atene, in Grecia. Successivamente Siouxsie si esibirà al Latitude Festival 2023 nel Suffolk, come headliner del BBC Sounds Stage domenica 23 luglio. Ad agosto terrà un concerto a Lokeren in Belgio, al Lokerse Feesten lunedì 7 agosto. Sarà presentato al Malaga no Festival Cala Mijas il 31 agosto. Siouxsie si presenta anche il giorno 2 di settembre a Lisbona al MEO Kalorama.
Nello stesso periodo, Mantaray è stato ripubblicato con diversi artwork su vinile rosso traslucido (limitato a 2000 copie), vinile nero e CD, tramite siti online e il sito ufficiale di Siouxsie. L'album è stato rimasterizzato agli Abbey Road Studios per il suo 15º anniversario: questa ristampa è stata accolta da recensioni entusiastiche.

## Influenza
Dave Sitek dei TV on the Radio ha detto di Siouxsie: «La sua voce è, di per sé, il filo conduttore attraverso tutto questo. Non c'è nessuno che canta in quel modo. E penso che ci siano un sacco di persone che sono state influenzate da essa, ma anche se si cerca di cantare come lei, non è possibile farlo. Non è possibile generare la tua voce come quella. Non è possibile generare un'armonia come quella. Questa è una voce molto particolare. La sua tecnica è un filo conduttore tra materiale originale, l'opera e la musica pop. È nitida. È tutta sua.»
Siouxsie è stata elogiata da artisti di generi diversi. Ha avuto un forte impatto su due artisti trip-hop. Tricky ha fatto una cover della canzone proto trip-hop Tattoo del 1983 come brano di apertura del suo secondo album, Nearly God, e i Massive Attack hanno campionato Metal Postcard sulla loro canzone Superpredators (Metal Postcard) per la colonna sonora del film The Jackal.
Altri artisti hanno fatto delle cover delle canzoni di Siouxsie. Jeff Buckley, che ha preso ispirazione da varie cantanti, ha eseguito Killing Time, composto da Siouxsie e Budgie nel 1989 per l'album dei Creatures Boomerang. Prima Buckley l'ha cantata su WFMU nel 1992. Gli LCD Soundsystem hanno registrato una cover di Slowdive per il lato B di Disco Infiltrator. La loro versione è uscita anche su Introns. Santigold ha basato uno dei suoi brani, My Superman, sulla musica della canzone dei Banshees Red Light. Nel 2003, The Beta Band hanno campionato Painted Bird e cambiato il titolo in Liquid Bird sull'album Heroes to Zeros. I Red Hot Chili Peppers hanno eseguito Christine al Festival V2001 e l'hanno introdotto al pubblico britannico come "il vostro inno nazionale". Christine è stata rivisitata anche dai Simple Minds sul CD bonus di Graffiti Soul del 2009. Il gruppo indie folk DeVotchKa ha fatto una cover di The Last Beat of My Heart, su suggerimento del cantante degli Arcade Fire Win Butler; è stato pubblicato sull'EP Curse Your Little Heart.
Morrissey ha detto che "Siouxsie and the Banshees erano eccellenti. Erano uno dei grandi gruppi di fine anni '70, primi anni '80". Nel 1995, discutendo sui gruppi moderni, ha anche dichiarato: "Nessuno di loro sono bravi come Siouxsie and the Banshees. Questo non è offuscato dalla nostalgia, è la realtà". Un altro ex membro degli Smiths, Johnny Marr, ha detto che lui ha considerato il chitarrista John McGeoch per il suo lavoro sul singolo di Siouxsie Spellbound. Marr ha qualificato come "intelligente" con "ha di buono che è veramente pignolo il quale è molto poco rock'n'roll". I Radiohead hanno anche citato McGeoch quando accennano alla registrazione di There There. Il cantante Thom Yorke ha dichiarato: "La band che ha davvero cambiato la mia vita sono stati i R.E.M. e Siouxsie and the Banshees...". "All'epoca il mio spettacolo preferito che avessi mai visto era quello di Siouxsie e lei era assolutamente incredibile. Era completamente al comando di tutto il pubblico". Yorke ha aggiunto che "fece una grande impressione soprattutto in concerto, lei era davvero sexy ma assolutamente terrificante". Il cantante e chitarrista dei Sonic Youth Thurston Moore ha scelto Hong Kong Garden come una delle sue 25 canzoni preferite di tutti i tempi.
Siouxsie ha influenzato altre band che vanno dai contemporanei U2 e The Cure ad artisti successivi come The Jesus and Mary Chain, i Jane's Addiction [96] e i TV on the Radio. Il leader degli U2 Bono l'ha nominata come influenza nell'autobiografia del gruppo degli U2 U2 by U2 del 2006. È stato ispirato dal suo modo di cantare. Con la sua band, ha selezionato Christine per una compilation fatta per i lettori di Mojo. Il chitarrista degli U2 The Edge è stato anche il presentatore di un premio dato a Siouxsie in una cerimonia di Mojo nel 2005. Robert Smith dei Cure nel 2003 ha dichiarato: "Siouxsie and the Banshees e i Wire sono stati i due gruppi che ho ammirato molto. Loro significavano qualcosa di importante". Inoltre egli ha evidenziato quanto il tour di Join Hands lo ha reso musicalmente: "La prima sera sul palco con i Banshees sono stato spazzato via dal modo energico in cui ho sentito suonare quel tipo di musica. Era così diverso da quello che stavamo facendo con i Cure. Prima di allora, avrei voluto essere come i Buzzcocks o Elvis Costello, i Beatles punk. Essendo un Banshee ha davvero cambiato il mio atteggiamento verso quello che stavo facendo". Dave Navarro dei Jane's Addiction una volta ha fatto un parallelo tra la sua band e i Banshees: "Ci sono così tante similitudini: melodia, uso del suono, atteggiamento, sex appeal. Ho sempre visto nei Jane's Addiction come il corrispettivo maschile di Siouxsie and the Banshees. Dave Gahan dei Depeche Mode ha detto di Siouxsie: "Lei suona sempre eccitante. Canta con molto sesso – che è quello che mi piace".
Siouxsie è stata acclamata da molte cantanti. PJ Harvey ha selezionato l'album Anima Animus, della seconda band di Siouxsie The Creatures, come uno suoi 10 album preferiti del 1999. Harvey ha anche detto: "È difficile battere Siouxsie Sioux nelle performance dal vivo. Lei è così eccitante da guardare, così piena di energia e di grezza qualità umana". Sinéad O'Connor ha detto che quando ha iniziato, Siouxsie era uno delle sue cantanti preferite. Tracey Thorn degli Everything but the Girl ha scritto nella sua autobiografia che Siouxsie era una delle sue eroine. Thorn ha reso omaggio a Siouxsie nel testo della canzone Hands Up to the Ceiling del 2007. La cantante dei Garbage Shirley Manson l'ha citata come un'influenza: "Ho imparato a cantare ascoltando The Scream e Kaleidoscope". Manson ha anche dichiarato che Siouxsie incarnava tutto ciò che voleva essere quando era giovane. Manson ha scritto poi la prefazione di Siouxsie & The Banshees: The Authorised Biography. I Gossip l'hanno citata come una delle loro influenze per l'album Music for Men del 2009. Ana Matronic degli Scissor Sisters ha menzionato Siouxsie come fonte d'ispirazione e i Banshees come il suo gruppo preferito. Siouxsie è stata nominata anche da Kim Deal dei Pixies e The Breeders, Karin Dreijer dei Knife, e Romy Madley Croft degli XX. Courtney Love ha citato positivamente Siouxsie mentre stava parlando dei Savages: "Sono eccezionali. ... È una sorta di Siouxsie Sioux". FKA twigs l'ha nominata come sua principale influenza: "Ogni bit di musica che ho fatto suonava come un pastiche di Siouxsie [...] ma attraverso quello ho inventato me stessa".

## Vita privata
Siouxsie ha sposato Budgie nel maggio 1991. L'anno seguente si sono trasferiti nel sud-ovest della Francia.
In un'intervista al Sunday Times nell'agosto del 2007, ha annunciato che lei e Budgie avevano divorziato. In un'intervista all'Independent ha dichiarato: "Non ho mai detto che io sia particolarmente etero o lesbica. So che ci sono persone che sono sicuramente in un modo, ma non proprio io. Presumo che se sono attratta dagli uomini questi solitamente hanno caratteristiche più femminili".

## Discografia

### Con Siouxsie and the Banshees
Album in studio
- 1978 - The Scream
- 1979 - Join Hands
- 1980 - Kaleidoscope
- 1981 - Juju
- 1982 - A Kiss in the Dreamhouse
- 1984 - Hyæna
- 1986 - Tinderbox
- 1987 - Through the Looking Glass
- 1988 - Peepshow
- 1991 - Superstition
- 1995 - The Rapture

Album dal vivo
- 1983 - Nocturne
- 2003 - The Seven Year Itch
- 2009 - At the BBC

Raccolte
- 1981 - Once Upon a Time: The Singles
- 1992 - Twice Upon a Time: The Singles
- 2002 - The Best Of (Siouxsie and the Banshees)
- 2004 - Downside Up
- 2015 - Spellbound: The Collection

### Con The Creatures
Album in studio 1983 - Feast
- 1989 - Boomerang
- 1999 - Anima Animus
- 2003 - Hái!

Album dal vivo
- 1999 - Zulu
- 2000 - Sequins in the Sun
- 2006 - Utrecht Tivoli 06/03/90

Raccolte
- 1997 - A Bestiary Of
- 1999 - Hybrids
- 2000 - U.S. Retrace

### Solista
Album
- 2007 - Mantaray

Singoli
- 2007 - Into a Swan
- 2007 - Here Comes That Day
- 2008 - About to Happen
- 2015 - Love Crime

Collaborazioni
- 1994 - Morrissey & Siouxsie: Interlude (singolo)
- 1995 - Hector Zazou Chansons Des Mers Froides, con il brano The Lighthouse
- 1999 - Marc Almond Open All Night, con il brano Threat of Love
- 2003 - Basement Jaxx Kish Kash, con il brano Cish Cash
- 2008 - Angelo Badalamenti The Edge of Love, con il brano Careless Love
- 2015 - Brian Reitzell Hannibal, con il brano Love Crime

## Videografia
- 2005 - Dreamshow (live a Londra, 2004)
- 2009 - Finale: The Last Mantaray & More Show (live a Londra, 2008)

## Riconoscimenti
Ivor Novello Awards
- 2012 - Inspiration Award[12]

Film Critics Awards
- 2022 - Candidatura come miglior uso della musica per Last Night in Soho (condiviso con Steven Severin)

Q Awards
- 2011 - Miglior contributo alla musica[11]

### Libri
- (EN) Samantha Bennett, Siouxsie and the Banshees' Peepshow (33 1/3), Londra, Bloomsbury Publishing, 2018, ISBN 1501321862.
- (EN) Peter Buckley, The Rough Guide to Rock, Londra, Penguin Books, 2003, ISBN 1843531054.
- Federico Guglielmi, Le guide pratiche di RUMORE - Punk, Pavia, Apache Edizioni, 1994.
- (EN) Mark Paytress, Siouxsie & the Banshees. The Authorised Biography, Sanctuary Publishers, 2003, ISBN 1860743757.
- (EN) Jon Savage, Englands Dreaming. Anarchy, Sex Pistols, Punk Rock and Beyond, New York, St. Martin's Press, 1992, ISBN 978-0312288228.

### Periodici
- (EN) Siouxsie Sioux. God save the Queen + Shabba Ranks, in The Fader - The Icon Issue, n. 67, aprile-maggio 2010.